# Joop ter Heul
Јoop ter Heul este un personaj literar ficțional din pentalogia omonimă scrisă de romanciera neerlandeză Setske de Haan (1889-1948) sub pseudonimul Cissy van Marxveldt. Јоop este o fată spirituală, puternică și încăpățânat. Primele patru cărți, publicate pe o perioadă de șase ani (1919-1925), îi urmăresc anii de liceu, maturitatea și căsătoria, precum și viața fiilor ei. Acestea sunt cunoscute pentru faptul că au avut un impact major asupra Annei Frank. Cea de-a cincea carte a fost scrisă douăzeci de ani mai târziu. Acest personaj a inspirat un serial de televiziune neerlandez din 1968, precum și un muzical.

## Comentarii
Joop ter Heul a fost ținta criticilor socialiștilor neerlandezi, care au considerat că cele cinci cărți reprezintă o cale de propagare a mediului burghez. Criticii au susținut că poveștile sunt „nerealiste și nu împing fetele pe drumul cel bun“. Un grup de psihologi ai timpului au considerat că Јop era populară pentru că era bogată, așa cum nu erau mulți oameni în perioada interbelică.
Restul comentariilor au fost în mare parte pozitive. Deși Јоop aparține într-adevăr elitei sociale, ea nu este inaccesibilă ca o vedetă de cinema. Cu puțină imaginație, fiecare cititor poate gândi sau spera că fiicele lor pot avea o viață ca a lui Joop ter Heul. În plus, cărțile sunt amestec remarcabil de adevăr și fantezie, în care adevărul este mai puternic decât fantezia, ceea ce o face vie pe Joop ter Heul, afirma soțul autoarei, Leo Beek.